# John McCrae

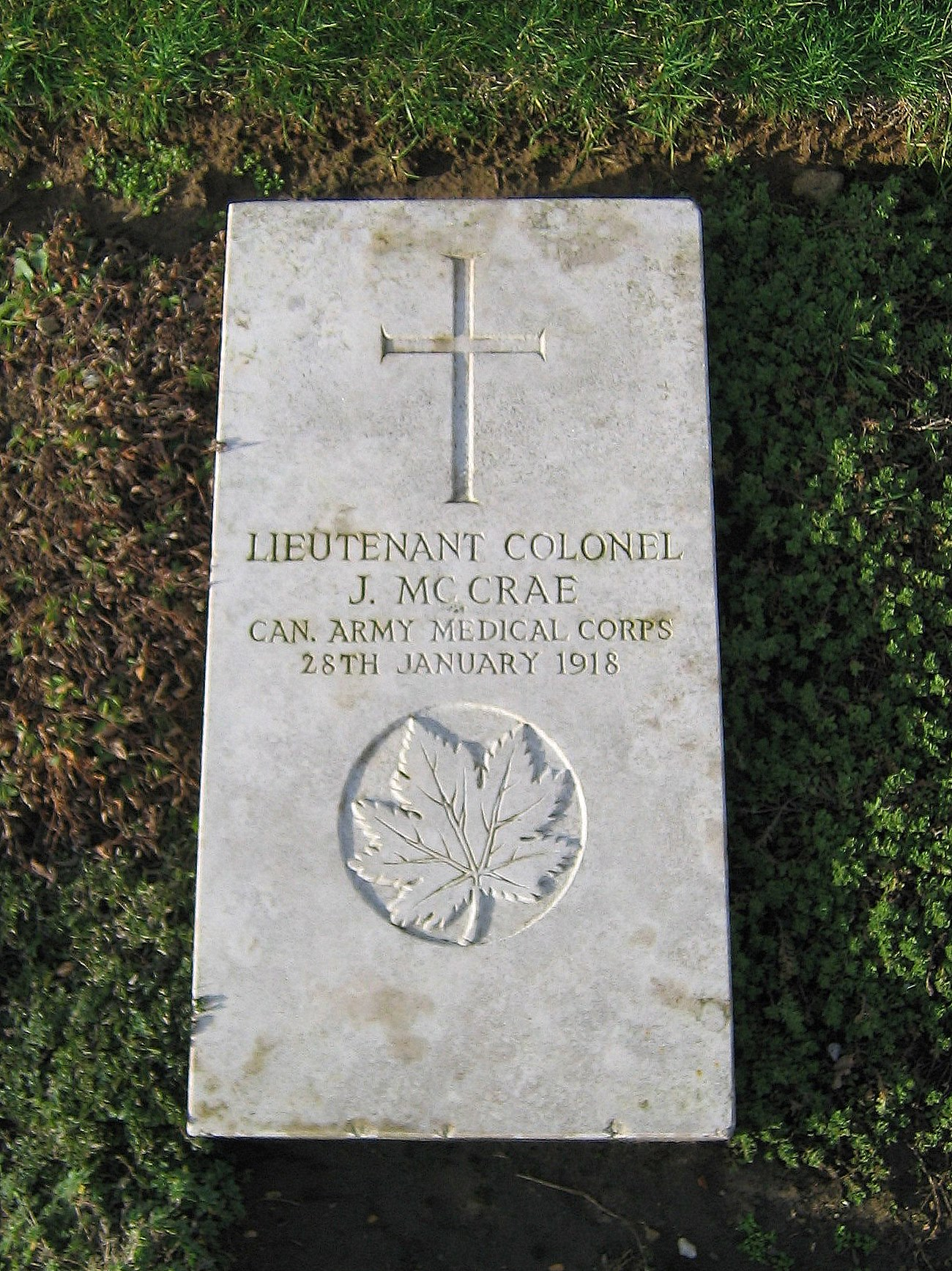
Hrob Johna McCrae

John McCrae (30. listopadu 1872 Guelph, Ontario – 28. ledna 1918 Boulogne-sur-Mer, Francie) byl kanadský chirurg z Ontaria, sloužící v průběhu 1. světové války na západní frontě ve Flandrech v dnešní Belgii. Zde byl chirurgem kanadské armády v rámci armád Britského společenství národů.

## BáseňV polích flanderských
Byl otřesen a citově zasažen utrpením, které musel denně vídat, a proto v roce 1915 napsal svoji slavnou báseň – In Flanders fields (V polích flanderských), v níž vyjadřuje žal nad zabitými spolubojovníky. Tuto báseň psal pouze pro sebe a zahodil ji. Kolemjdoucí důstojník ji však zvedl a odeslal do Anglie, kde byla vydána 8. prosince 1915 v časopise Punch.
Jeho báseň se stala jedním ze symbolů celé války a dodnes je připomínána tradicí vlčího máku na paměť padlých a válečných veteránů. Hlavně v Anglii a Francii je každoročně 11. listopadu na Den válečných veteránů zastaven téměř veškerý život a tento den je vzpomínkou na padlé nejen z první světové války, ale také ze všech dalších konfliktů. Samotný John McCrae zemřel na zápal plic 28. ledna 1918.

### In Flanders fields
In Flanders fields the poppies blow
Between the crosses, row on row,
That mark our place; and in the sky
The larks, still bravely singing, fly
Scarce heard amid the guns below.
We are the Dead. Short days ago
We lived, felt dawn, saw sunset glow,
Loved and were loved, and now we lie
In Flanders fields.
Take up our quarrel with the foe:
To you from failing hands we throw
The torch; be yours to hold it high.
If ye break faith with us who die
We shall not sleep,
though poppies grow
In Flanders fields.

### Na polích ve Flandrech
Překlad básně Johna McCrae
Na polích ve Flandrech divoké máky rostou,
tam mezi kříži, řada za řadou.
Zde ležíme. Nahoře mezi červánky,
je možná slyšet zpívat skřivánky,
zde dole kanóny jen svoji píseň řvou.
My už však nevstanem a je to možná zdání,
že včera ještě žili jsme a byli milováni.
Teď jenom tiše ležíme
na polích flanderských.
Náš boj však zase jiní převezmou.
Do vašich rukou dáme my teď svou
hořící pochodeň a vy ji neste dál.
Kdyby vám uhasla, vzpomeňte na náš žal,
že jsme tu padli zbytečně. Jen máky porostou
na polích flanderských.

### Zhudebnění básně
Báseň byla zhudebněna americkým skladatelem Charlesem Ivesem v rámci cyklu Tři válečné písně (Three Songs of the War, 1917, vydáno v souhrnné publikaci 114 Songs v roce 1922), cyklus obsahuje dvě písně na McCraeovy texty In Flanders Fields, He Is There!, třetí píseň Tom Sails Away je na skladatelův vlastní text.